# 黑纹穗鹛
黑纹穗鹛（学名：Stachyris nigrorum），是画眉科穗鹛属的一种，为菲律宾的特有种。全球活动范围约为470平方千米。该物种的保护状况被评为濒危。
黑纹穗鹛的平均体重约为21.6克。栖息地包括种植园和亚热带或热带的湿润山地林。